# شکل جهان

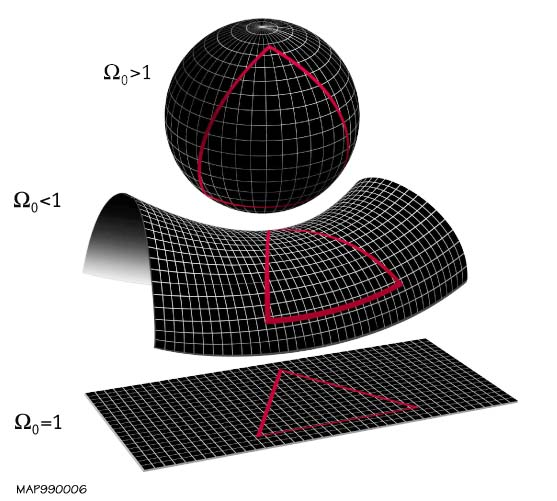
هندسه محلی جهان، با بزرگتر، کمتر یا مساوی‌بودن پارامتر چگالی Ω تعیین می‌شود. از بالا به پایین؛ یک‌جهان کروی با Ω > ۱ ، یک‌جهان هذلولی با Ω <۱ و یک‌تخت‌جهان با Ω = ۱. این تصاویر سطوح دو بعدی، صرفاً مشابه ساختار سه‌بعدی فضای (محلی)، به راحتی قابل تجسم هستند.

شکل جهان در واقع هندسه محلی و سراسری آن از نظر خمش و توپولوژی است. اگرچه شکل جهان همچنان در کیهان‌شناسی محل بحث و تردید است، بر اساس اندازه‌گیری‌های اخیر کاوشگر ناهمسانگردی ریزموجی ویلکینسون (دبلیومپ)، شکل جهان با خطای ۰٫۴٪ تخت است.
نظریه‌پردازان کوشیده‌اند تا یک مدل ریاضی رسمی برای شکل جهان به وجود آورند. در ادبیات رسمی شکل جهان یک مدل سه گونا است که متناظر با بخش فضایی فضازمان چهاربعدی جهان است. مدلی که توسط بیشتر نظریه‌پردازان مورد استفاده قرار می‌گیرد، به نام فریدمان-لومتر-رابرتسون-واکر (FLRW). به نظر کیهان‌شناسان در این مدل داده‌های مشاهداتی آن‌ها را به این نتیجه می‌رساند که به احتمال زیاد شکل جهان تخت و بی‌نهایت است
اما این داده‌ها با سایر شکل‌های ممکن دیگر نیز سازگارند.